# 近藤達夫
近藤 達夫（こんどう たつお、1940年（昭和15年）6月13日 - 令和3年8月 ）は、日本の言語学者。
大阪外国語大学（現・大阪大学）名誉教授。滋賀県犬上郡多賀町出身。

## 経歴
1959年（昭和34年）滋賀県立彦根東高等学校から大阪外国語大学に進学し、1966年に外国語学部英語学科を卒業した。京都大学大学院文学研究科言語学専攻に進み、1968年（昭和43年）に修士課程を修了、学位を取得。1974年（昭和49年）に博士課程の単位を取得し満期退学する。
1974年（昭和49年）神戸市外国語大学外国語学部講師（言語学、音声学）、1975年（昭和50年）神戸市外国語大学外国語学部助教授、同時に神戸市外国語大学大学院外国語研究科において授業、研究指導にあたる。1987年（昭和62年）大阪外国語大学外国語学部助教授に転任（言語学、言語学演習、音声学）、大学院研究科修士課程でも「言語学特殊研究I、II」および「音声学特殊研究」の授業、研究指導を担当。1989年(平成元年)大阪外国語大学教授に昇任し外国語学部で「言語学，言語学演習，音声学」、1993年(平成5年)から「記述言語学，形態・統語論，統語・意味論，言語学演習，音声学」の授業、研究指導を担当した。
この間、1969年から1971年まで、外務大臣の委嘱によりマラヤ大学文学部日本研究講座客員講師を務めた。1983年から1996年まで委嘱により東京外国語大学アジア・アフリカ言語文化研究所共同研究員。
1997年(平成9年)大阪外国語大学大学院博士課程設置に伴い大学院教授となり、前期課程で国際言語社会研究Ⅱ、国際言語社会演習Ⅰ、後期課程で言語社会特別演習Ⅷを担当。2007年(平成19年)大阪外国語大学を定年退官し同大学終身名誉教授となった。

## 主な研究、活動
研究は統語論、音韻論、機械翻訳など言語学の広い分野にわたる。
統語論の分野では、著書『外国語としての日本語』(1975)において日本語の全体構造を、ついで論文「英語構造分析のための前提」(1975)において英語の構造の骨格に関わる問題を言語学的視点から再検討。そこで得られた知見をもとに一連の論文「言語における統語構造の分析 その1－その5」(1976,1977,1981,1984,1985)において日本語、英語に共通な統語構造の分析法を確立。統語構造を単純構造と複合構造に分け、単純構造から複合構造へ、複合構造から単純構造へという回帰現象が言語の統語構造生成において重要な意味を持つことを指摘。こうした分析法が他の言語(中国語、ロシア語、スペイン語)にも、普遍的に妥当することを立証している。
変形生成文法の主要類型である引き上げ(Raising)を、論文「On the so－called raising in Japanese and English」(1984)　、論文「日・英語の受動文、使役文、難易文についてーーいわゆる引き上げ(Raising)の一般化」(1979)において独自の立場で定式化。さらに、論文「英語の能動文と受動文の構造と意味」(1979)、および論文「格とは何か－－「光は東方より」の文法」(1990)において斜格や名詞の格形に関して新説を提唱し、文の統合構造の分析を一段と深化させている
。
音韻論の分野では、論文「言語における音韻構造の観察1,2」(1978、1983)において、日本語と英語の子音体系がほぼそのままで平行していることを観察。さらにスペイン語、ロシア語、中国語の音韻構造も観察し、先に明らかにした日・英語の間の音韻体系の普遍性を追求している。著書『英語の母音』(1979)において英語の母音音素を5(または6)と定め、それらと－y、－w、－rの連続により二重母音が成立するという見解を提示、さらに無強勢音節の母音の弱化や、母音交替の様式を記述している。
その他、論文「日・英語の動詞の類型と文の種類」(1986)では、動詞の類型と節のタイプを網羅的に体系化
。論文「言語の文型の列挙と機械翻訳」(1986)、及び共著『 Language and Artificial Intelligence』(1987)(「Enumeration of Sentence Types of Languages and Relevance to Machine Translation」担当)では、そうした文型をいくつかの言語に対して列挙し、コンピューターに記憶させれば、言語の機械翻訳が可能であるという見解を理論化している
。
こうした言語学における最前線での研究と並行して、海外の著名な言語学の専門書の翻訳『日本語とアルタイ諸語－日本語の系統をさぐる』(1981)、『言語と言語学』(1987)および啓蒙的な概説書『言語学を学ぶ人のために』(1986)、『言語学要説上・下』(1989・1990)、『言語学の潮流』(1988)
などの共同執筆を通じて言語学学習者に対して貢献している。また、大阪外国語大学共同研究プロジェクト報告書『わが国における外国語研究・教育の史的考察上・下』(1989・1990)において「わが国の大学における語学の位置づけ」及び全国の全大学全学部へのアンケートによる実態分析を担当するなどしている。

## 著書

### 単著
- 『外国語としての日本語』神戸市外国語大学外国学研究所、1975年
- 『英語の母音』神戸市外国語大学外国学研究所、1979年

### 共著
- 『言語学を学ぶ人のために』世界思想社 1986年（pp.288 - 304担当）ISBN 4790703002
- 『言語学の視界』大学書林、1987年（pp.283 - 307担当）NCID BN01192547
- 『Language and Artificial Intelligence』North-Holland 1987年（pp.30 - 323担当）
- 『言語学の潮流』勁草書房1988年（pp.191 - 208担当）ISBN 4326152109
- 『講座日本語と日本語教育 第11巻 言語学要説（上）』明治書院、1989年（pp.93 - 130、pp.251 - 286担当）ISBN 4625521114
- 『講座日本語と日本語教育 第12巻 言語学要説（下）』明治書院、1990年(pp.1 - 15、pp.174 - 196担当）ISBN 4625521122
- 『わが国における外国語研究・教育の史的考察(上)』大阪外国語大学、1989年（pp.5 - 12担当)NCID BN05585246
- 『わが国における外国語研究・教育の史的考察(下)』大阪外国語大学、1990年（pp.269 - 281担当）NCID BN05585246
- 『世界地域学への招待』嵯峨野書院、1998年(pp.27 - 36『言語学の諸側面』担当）ISBN 4782302533
- 『現代言語学の射程』英宝社、2000年(pp.101 - 155『いわゆる名詞句の多重構造について』担当）ISBN 426977018X

### 訳書
- 『日本語とアルタイ諸語－日本語の系統をさぐる』（共訳、原著:R.A.Miller，Japanese and the Other Altaic Languages，Chicago University Press，1971）大修館書店、1981年NCID BN00685312
- 『言語と言語学』（原著:John Lyons，Language  and Linguistics ，Cambridge University Press，1981）岩波書店、1987年 ISBN 4000005928